# Radi Maznikov
Radoslav Maznikov (bolgárul: Ради Мазников, Dupnica, 1912. február 9. – 1944. szeptember 9.) válogatott bolgár labdarúgó, kapus.

## Pályafutása

### Klubcsapatokban
Maznikov labdarúgó-pályafutása nagy részét a bolgár Levszki Szofija csapatánál töltötte, melynek színeiben több mint száz bolgár bajnoki mérkőzésen lépett pályára, valamint amellyel három alkalommal is bolgár bajnok és kupagyőztes lett. 1934-ben a magyar élvonalbeli III. Kerületi TVE labdarúgója volt, a csapatban egyetlen Somogy FC elleni bajnoki mérkőzésen lépett pályára.

### A válogatottban
1929 és 1939 között hússzor lépett pályára a bolgár válogatottban.

## Sikerei, díjai
- Bolgár bajnokság
  - bajnok: 1933, 1937, 1942
- Bolgár kupa
  - győztes: 1933, 1937, 1942